# Odri Lord
Odri Lord (engl. Audre Lorde) bila je karipsko-američka spisateljica, radikalna feministkinja, lezbijka i aktivistkinja za građanska prava. Jedno od njenih najvećih dostignuća jeste aktivistički rad sa Afro-nemačkim ženama tokom 1980-ih. 
Njen identitet crnkinje lezbijke postavio ju je u jedinstvenu poziciju sa koje je mogla da javno govori o problemima u vezi sa građanskim pravima, feminizmom i opresijom. Njen rad bio je široko i nagrađivan i kritikovan usled elemenata socijalnom liberalizma i seksualnosti koje je prezentovala u svojim radovima, kao i njim isticanjem potrebe za revolucijom i promenom.
Umrla je od raka dojke 1992. godine, u 58. godini.

## Poezija
Poezija Odri Lord je izdavana redovno tokom 1960-ih godina u Sjedinjenim Američkim Državama, u nekoliko inostranih antologija, kao i u crnačkim magazinima. Tokom ovog vremena, ona je bila politički aktivna za građanska prava, u anti-ratnom i feminističkom pokretu.
Lord je svoj rad fokusirala ne samo na razlike između ženskih grupa, nego i na suprotstavljene razlike između individua. "Ja sam definisana kao druga u svakoj grupi čiji sam deo", izjavila je Lord. "Biti autsajderka jeste i snaga i slabost. Pa ipak, bez zajednice zasigurno nema oslobođenja, nema budućnosti, samo najslabijeg i privremenog primirja između mene i moje opresije".